# Ușnea, Zolociv
Ușnea (în ucraineană Ушня) este un sat în comuna Sasiv din raionul Zolociv, regiunea Liov, Ucraina.

## Demografie
Componența lingvistică a localității Ușnea
     Ucraineană (99,79%)
     Alte limbi (0,21%)
Conform recensământului din 2001, majoritatea populației localității Ușnea era vorbitoare de ucraineană (99,79%), existând în minoritate și vorbitori de alte limbi.